# P-1 (ミサイル)
P-1は核弾頭搭載可能なソ連の巡航ミサイルである。ソ連ではStrela（矢）やSchuka-A（矛）と呼ばれ、1950年代から1960年代にかけて運用された。NATOコードネームは、SS-N-1 Scrubberである。1957年から配備が始まり、キルディン型駆逐艦とクルップニイ型駆逐艦に装備された。それらの艦船に1966年から1977年の間に行なわれた近代化改修によって旧式化したため退役している。

## 仕様
- 全長：7.6m
- 直径：900mm
- 翼幅：4.6m
- 重量：3100kg
- 弾頭：榴弾または核弾頭
- 推進：液体燃料ロケット
- 射程：40km
- 誘導方式：慣性誘導
- 配備：1957年